# Рассвет (Тальменский район)
Рассвет — посёлок в Тальменском районе Алтайского края. Входит в состав Курочкинского сельсовета.

## История
Основан в 1920 г. В 1928 году состоял из 25 хозяйств, основное население — русские. В административном отношении входил в состав Курочкинского сельсовета Тальменского района Барнаульского округа Сибирского края.

## Население
| 1926 | 1997 | 1998 | 1999 | 2000 | 2001 |
| ---- | ---- | ---- | ---- | ---- | ---- |
| 163  | ↘30  | ↘28  | ↘22  | ↘18  | ↗31  |
| 2002 | 2003 | 2004 | 2005 | 2006 | 2007 |
| ↘28  | ↘26  | ↗32  | ↘29  | ↘25  | ↘22  |
| 2008 | 2009 | 2010 | 2011 | 2012 | 2013 |
| ↘14  | ↘1   | ↗12  | ↘9   | →9   | →9   |

Национальный состав
Согласно результатам переписи 2002 года, в национальной структуре населения русские составляли 73 %.